# Amphoe Yang Chum Noi
Amphoe Yang Chum Noi (in Thai อำเภอ ยางชุมน้อย) ist ein Landkreis (Amphoe – Verwaltungs-Distrikt) im Norden der Provinz Si Sa Ket. Die Provinz Si Sa Ket liegt in der Nordostregion von Thailand, dem so genannten Isan. 

## Geographie
Amphoe Yang Chum Noi grenzt an die folgenden Distrikte (von Osten im Uhrzeigersinn): an die Amphoe Kanthararom, Mueang Si Sa Ket und Rasi Salai in der Provinz Si Sa Ket, an Amphoe Kho Wang der Provinz Yasothon und an Amphoe Khueang Nai der Provinz Ubon Ratchathani.

## Geschichte
Yang Chum Noi wurde am 1. September 1971 zunächst als „Zweigkreis“ (King Amphoe) eingerichtet, indem die drei Tambon Yang Chum Noi, Khon Kam und Lin Fa vom Amphoe Mueang Si Sa Ket abgetrennt wurden. 
Am 25. März 1979 wurde er zum Amphoe heraufgestuft.

## Verwaltung

### Provinzverwaltung
Der Landkreis Yang Chum Noi ist in 7 Tambon („Unterbezirke“ oder „Gemeinden“) eingeteilt, die sich weiter in 80 Muban („Dörfer“) unterteilen.
| Nr. | Name           | Thai      | Muban | Einw. |
| --- | -------------- | --------- | ----- | ----- |
| 01. | Yang Chum Noi  | ยางชุมน้อย  | 10    | 6.680 |
| 02. | Lin Fa         | ลิ้นฟ้า      | 14    | 6.106 |
| 03. | Khon Kam       | คอนกาม    | 13    | 5.966 |
| 04. | Non Khun       | โนนคูณ     | 14    | 6.357 |
| 05. | Kut Mueang Ham | กุดเมืองฮาม | 08    | 3.263 |
| 06. | Bueng Bon      | บึงบอน     | 13    | 5.499 |
| 07. | Yang Chum Yai  | ยางชุมใหญ่  | 08    | 3.027 |

### Lokalverwaltung
Es gibt eine Kommune mit „Kleinstadt“-Status (Thesaban Tambon) im Landkreis:
- Yang Chum Noi (Thai: เทศบาลตำบลยางชุมน้อย), bestehend aus Teilen des Tambon Yang Chum Noi.

Außerdem gibt es sechs „Tambon-Verwaltungsorganisationen“ (องค์การบริหารส่วนตำบล – Tambon Administrative Organizations, TAO):
- Lin Fa (Thai: องค์การบริหารส่วนตำบลลิ้นฟ้า)
- Khon Kam (Thai: องค์การบริหารส่วนตำบลคอนกาม)
- Non Khun (Thai: องค์การบริหารส่วนตำบลโนนคูณ)
- Kut Mueang Ham (Thai: องค์การบริหารส่วนตำบลกุดเมืองฮาม)
- Bueng Bon (Thai: องค์การบริหารส่วนตำบลบึงบอน)
- Yang Chum Yai (Thai: องค์การบริหารส่วนตำบลยางชุมใหญ่)